# 955
El 955 (CMLV) fou un any comú començat en dilluns del calendari julià.

## Esdeveniments
- Eduí esdevé rei d'Anglaterra.[1]
- El Papa Joan XII relleva Agapit II al papat.[2]

## Necrològiques
- Agapit II.[3]